# آلوارو لوپز میرا
آلوارو لوپز میرا (انگلیسی: Álvaro López Miera; ۲۶ دسامبر ۱۹۴۳ –) فرمانده نظامی اهل کوبا است، که هم‌اکنون به‌عنوان وزیر دفاع کوبا فعالیت می‌کند.